# Washingtoni Egyetem Mérnöki Főiskola

A Washingtoni Egyetem Mérnöki Főiskolája az intézmény seattle-i campusán működik. Az 1901-ben alapított iskola dékánja Nancy Allbritton.
Az intézménynek 2020 őszén 7989 hallgatója és 289 oktatója volt. Korábban a képzésekre csak az egyetemen belüli újabb eljárással lehetett beiratkozni, de 2018 tavaszától már a középiskola elvégzését követően is lehet felvételizni.

## Fordítás
- Ez a szócikk részben vagy egészben a  University of Washington College of Engineering című  Wikipédia-szócikk ezen változatának fordításán alapul.  Az eredeti cikk szerkesztőit annak laptörténete sorolja fel. Ez a jelzés csupán a megfogalmazás eredetét és a szerzői jogokat jelzi, nem szolgál a cikkben szereplő információk forrásmegjelöléseként.